# Stryphnodendron foreroi
Stryphnodendron foreroi är en ärtväxtart som beskrevs av Charles Frédéric Martins. Stryphnodendron foreroi ingår i släktet Stryphnodendron och familjen ärtväxter. Inga underarter finns listade i Catalogue of Life.